# Keystone Heights
Keystone Heights är en ort i Clay County i Florida. Enligt 2010 års folkräkning hade Keystone Heights 1 350 invånare.